# Godovo
Godovo (em cirílico: Годово) é uma vila da Sérvia localizada no município de Tutin, pertencente ao distrito de Ráscia, na região de Stari Vlah, Ráscia e Sanjaco. A sua população era de 129 habitantes segundo o censo de 2011.

## Demografia
| 1948 | 1953 | 1961 | 1971 | 1981 | 1991 | 2002 | 2011 |
| ---- | ---- | ---- | ---- | ---- | ---- | ---- | ---- |
| 229  | 320  | 318  | 229  | 217  | 129  | 89   | 129  |